# Imre Markos
Imre Markos (9 de junho de 1908 - 27 de setembro de 1960) foi um futebolista e treinador húngaro. 

## Carreira
Imre Markos fez parte do elenco da Seleção Húngara de Futebol da Copa do Mundo de 1934 ele fez apenas duas partidas e teve uma expulsão.

## Ligações Externas
- Perfil em Fifa.com (em inglês)